# Mad Mutilator
Pour plus de détails, voir Fiche technique et Distribution.
Mad Mutilator (ou Ogroff) est un de film de science-fiction horrifique de série Z réalisé en 1983 par N.G. Mount, pseudonyme de Norbert Moutier.
Projeté au festival du film Super 8 que Mad Movies organisait chaque année durant la décennie 1980.

## Synopsis
Trépané et ayant subi l'ablation d'un œil durant la guerre, Ogroff, le bûcheron fou, continue la lutte et massacre sauvagement tous ceux qui pénètrent dans "sa forêt".

## Distribution
- N.G. Mount (crédité "Norbert Moutier") : Ogroff
- Robert Alaux
- Françoise Deniel
- Pierre Pattin
- Alain Petit
- Jean-Pierre Putters : zombie
- Christophe Lemaire : zombie
- François Cognard : zombie
- Howard Vernon : le prêtre vampire
- Francis Lemaire : l'homme au sécateur
- Philippe Kaufman : le motard

## Technique
Le film est tourné en pellicule Super 8 et édité directement en VHS (il n'y a jamais eu de master cinéma.)

## Critique
Selon la chronique de Nanarland : « Ogroff / Mad Mutilator est à recommander aux nanardeurs les plus hardcore, tant les réactions de rejet sont possibles chez des sujets au cuir insuffisamment tanné. Le rythme est plus que somnambulique et le manque de dialogues (il ne doit pas y avoir plus d’une dizaine de répliques dans tout le métrage et elles sont souvent presque inaudibles, Ogroff ayant également tué le preneur de son) peut faire plonger dans la torpeur les spectateurs rétifs. C’est dommage, car nous sommes réellement en présence d’un film hors normes : plus Z que Z, et pourtant film d’auteur de par la passion indéniable qui l’anime, tourné dans des conditions amateur mais réussissant tout de même à avoir un rythme de narration (très) vaguement professionnel.»

## Autour du film
Le film fut parfois diffusé sous le titre plus laconique de Ogroff (le bûcheron fou).
Film interdit aux moins de 16 ans.